# Municipio Nueva Esperanza
Das Municipio Nueva Esperanza ist ein Verwaltungsbezirk im Departamento Pando im Tiefland des südamerikanischen Anden-Staates Bolivien.

## Lage im Nahraum
Das Municipio Nueva Esperanza ist eines von drei Municipios der Provinz Federico Román und umfasst deren nordöstlichen Bereich. Es grenzt im Westen an das Municipio Santos Mercado, im Süden an das Municipio Villa Nueva, im Südosten an das Departamento Beni und im Osten und Norden an die Republik Brasilien.
Das Municipio erstreckt sich zwischen etwa 9° 40' und 10° 30' südlicher Breite und 65° 17' und 65° 55' westlicher Länge, seine Ausdehnung von Westen nach Osten beträgt bis zu 50 Kilometer, von Norden nach Süden bis zu 75 Kilometer.
Das Municipio umfasst neunzehn Gemeinden (localidades), der zentraler Ort des Municipios ist die Ortschaft Nueva Esperanza mit 651 Einwohnern (Volkszählung 2012) im östlichen Teil des Municipios.

## Geographie
Das Municipio Nueva Esperanza liegt im bolivianischen Teil des Amazonasbeckens im äußersten Norden des Landes an der Grenze zu Brasilien.
Die mittlere Durchschnittstemperatur der Region liegt bei 26 °C und schwankt nur unwesentlich zwischen 25 °C im Mai und 27-28 °C von Dezember bis Februar (siehe Klimadiagramm Riberalta). Der Jahresniederschlag beträgt etwa 1.300 mm, bei einer ausgeprägten Trockenzeit von Juni bis August mit Monatsniederschlägen unter 20 mm, und einer Feuchtezeit von Dezember bis Januar mit Monatsniederschlägen von mehr als 200 mm.

## Bevölkerung
Die Bevölkerungszahl des Municipio Nueva Esperanza ist zwischen 1992 und 2024 auf das Dreifache angestiegen:
| Jahr | Einwohner | Quelle       |
| ---- | --------- | ------------ |
| 1992 | 472       | Volkszählung |
| 2001 | 740       | Volkszählung |
| 2012 | 2068      | Volkszählung |
| 2024 | 1390      | Volkszählung |

Die Bevölkerungsdichte bei der letzten Volkszählung von 2024 betrug 0,36 Einwohner/km², der Alphabetisierungsgrad bei den über 6-Jährigen hatte sich von 82,0 Prozent (1992) auf 89,6 Prozent (2001) verbessert. Die Lebenserwartung der Neugeborenen im Jahr 2001 betrug 55,7 Jahre, die Säuglingssterblichkeit hatte sich von 12,0 Prozent (1992) auf 9,7 Prozent im Jahr 2001 verringert.
94,2 Prozent der Bevölkerung sprechen Spanisch, 30,6 Prozent sprechen Quechua, und 3,6 Prozent sprechen Aymara. (2001)
77,6 Prozent der Bevölkerung haben keinen Zugang zu Elektrizität, 17,1 Prozent leben ohne sanitäre Einrichtung. (2001)
37,1 Prozent der 170 Haushalte besitzen ein Radio, 5,9 Prozent einen Fernseher, 22,9 Prozent ein Fahrrad, 5,3 Prozent ein Motorrad, 3,5 Prozent ein Auto, 5,9 Prozent einen Kühlschrank, und 0 Prozent ein Telefon. (2001)

## Politik
Ergebnis der Regionalwahlen (concejales del municipio) vom 4. April 2010:
| Wahl- berechtigte |  | Wahl- beteiligung | gültige Stimmen |  | CP     | MAS-IPSP | MSM   |
| ----------------- |  | ----------------- | --------------- |  | ------ | -------- | ----- |
| 587               |  | 462               | 412             |  | 225    | 168      | 19    |
|                   |  | 78,7 %            | 89,2 %          |  | 54,6 % | 40,8 %   | 4,6 % |

Ergebnis der Regionalwahlen (elecciones de autoridades políticas) vom 7. März 2021:
| Wahl- berechtigte |  | Wahl- beteiligung | gültige Stimmen |  | MAS-IPSP | MTS     | VIDA   | PASO   | P.S.T. |
| ----------------- |  | ----------------- | --------------- |  | -------- | ------- | ------ | ------ | ------ |
| 1.559             |  | 1.108             | 922             |  | 454      | 380     | 42     | 19     | 15     |
|                   |  | 71,07 %           | 83,21 %         |  | 49,24 %  | 41,21 % | 4,56 % | 2,06 % | 1,63 % |

## Gliederung
Das Municipio Nueva Esperanza bestand bei der Volkszählung von 2012 aus den folgenden beiden Kantonen (cantones):
- 09-0501-01 Kanton Nuevo Manoa (Nueva Esperanza) – 4 Gemeinden – 1.067 Einwohner
- 09-0501-02 Kanton Río Negro – 15 Gemeinde – 1.001 Einwohner

## Ortschaften im Municipio Nueva Esperanza
- Kanton Nuevo Manoa
  - Nueva Esperanza 651 Einw. – Arca de Israel 237 Einw.

- Kanton Río Negro
  - Aserradero Los Indios 145 Einw.